# Zvonimir Hölbling
Zvonimir Hölbling (* 3. August 1989) ist ein kroatischer Badmintonspieler. 

## Karriere
Zvonimir Hölbling wurde 2009 Zweiter bei den Turkey International. Im gleichen Jahr wurde er auch erstmals kroatischer Meister im  mit Igor Čimbur. 2010 und 2011 verteidigten sie diesen Titel im Doppel.

## Sportliche Erfolge
| Saison | Veranstaltung                          | Disziplin    | Platz | Name                                   |
| ------ | -------------------------------------- | ------------ | ----- | -------------------------------------- |
| 2009   | Türkei: Internationale Meisterschaften | Herrendoppel | 2     | Zvonimir Đurkinjak / Zvonimir Hölbling |
| 2009   | Kroatische Meisterschaft               | Herrendoppel | 1     | Igor Čimbur / Zvonimir Hölbling        |
| 2010   | Kroatische Meisterschaft               | Herrendoppel | 1     | Igor Čimbur / Zvonimir Hölbling        |
| 2010   | Slovenian International                | Herrendoppel | 2     | Zvonimir Đurkinjak / Zvonimir Hölbling |
| 2011   | Kroatische Meisterschaft               | Herrendoppel | 1     | Igor Čimbur / Zvonimir Hölbling        |
| 2012   | Slovenian International                | Herrendoppel | 1     | Zvonimir Đurkinjak / Zvonimir Hölbling |
| 2012   | Kroatien: Einzelmeisterschaften        | Herrendoppel | 1     | Igor Čimbur / Zvonimir Hölbling        |
| 2013   | Mittelmeerspiele 2013                  | Herrendoppel | 1     | Zvonimir Hölbling / Zvonimir Đurkinjak |
| 2014   | Slovenia International                 | Herrendoppel | 1     | Zvonimir Đurkinjak / Zvonimir Hölbling |
| 2015   | Slovenia International                 | Herrendoppel | 1     | Zvonimir Đurkinjak / Zvonimir Hölbling |